# مجموعه معادن مس لقه مراد
مجموعه معادن مس لقه مراد مربوط به دوران پیش از تاریخ ایران باستان - دوران‌های تاریخی پس از اسلام است و در شهرستان کهک، بخش فردو، دهستان فردو، روستای وشنوه، کوه‌های جنوب شرقی وشنوه واقع شده و این اثر در تاریخ ۲۵ آبان ۱۳۸۷ با شمارهٔ ثبت ۲۳۶۴۶ به‌عنوان یکی از آثار ملی ایران به ثبت رسیده است.